# 懷特里弗鎮區 (密蘇里州巴里縣)
懷特里弗鎮區（英語：White River Township）是位於美國密蘇里州巴里縣的一個行政鎮區。

## 地方資料
懷特里弗鎮區的面積為92.16平方千米，當中陸地面積為75.82平方千米，而水域面積為16.34平方千米。根據2020年美國人口普查的數據，當地共有人口2600人，而人口密度為每平方千米28.21人。